# Provinz Huambo
Huambo ist eine Provinz in Angola. Mit einer Fläche von 34.270 km² ist sie eine der kleineren Provinzen und liegt zentral in Angola etwa 450 km südöstlich von Luanda. Die Hauptstadt ist Huambo, die bis 1975 den portugiesischen Ortsnamen Nova Lisboa (Neu Lissabon) trug. Eine wichtige Verkehrsverbindung stellt die Benguelabahn dar.

## Vegetation und Geologie
Über die Provinz erstreckt sich eine zentrale Hochebene, in der vielfach einzelne Felsen emporragen. Der bekannteste ist der Môco in Londuimbali, der mit 2.619 m zugleich die höchste Erhebung in Angola ist.
Auffallend ist der Vegetationsunterschied zwischen dem Hochplateau und den niederen Ebenen. Charakteristisch für letztere sind Affenbrotbäume und Grasland.
Der Boden ist allgemein von schlechter Qualität, jedoch reich an Mineralvorkommen mit Mangan, Wolfram, Eisen, Kupfer, Uran, Silber, Gold und Diamanten. In vielen Bereichen ist er noch zusätzlich durch Erosion und Überbeanspruchung verarmt, dennoch ist er besser als in anderen Gebieten im Norden, Süden und Osten Angolas. Traditionelle Landwirtschaft, Brandrodung und Überbevölkerung, nachdem die Menschen ihr Zuhause während des Angolanischen Bürgerkrieges (1975 bis 2002) verlassen hatten, verursachten beträchtliche Schäden an den Baum- und Waldbeständen. Außerdem wurde bis in die 1980er Jahre Holz als Brennstoff für die Benguelabahn benutzt. Vielerorts wurden die einheimischen Wälder durch schnellwachsende, aber den Boden stark beanspruchende Kiefern- und Eukalyptusbäume ersetzt.

## Klima
Das Gebiet befindet sich zwar in der tropischen Klimazone, die Höhe und die Auswirkungen des Antarktisstrom erzeugen jedoch ein gemäßigtes Klima. Der jährliche Temperaturunterschied ist gering und schwankt zwischen 17 und 28 °C, bei einer Durchschnittstemperatur von 22 °C. Während der Wintermonate von Mai bis Juli sinken die Temperaturen auf 8 bis 5 °C. Die Niederschlagsmenge, abhängig von der Region, beträgt 800 bis 1600 mm. In der Hochebene beginnt die Regenzeit mit kurzen Regenfällen im September, steigen im Oktober und November weiter an, haben dann eine Unterbrechung von 2 bis 4 Wochen im Dezember, Januar oder Februar und dauern schließlich bis Ende April. Die stärksten Regenfälle sind normalerweise im November und im Dezember.

## Verwaltung
Huambo grenzt an die Provinz Cuanza Sul im Nordwesten, Bié im Norden und Osten, Benguela im Westen und Huíla im Süden. Sie war unterteilt in elf Kreise (Municípios), welche wiederum in 37 Kommunen (Comunas) aufgegliedert waren, seit der Gebietsreform Ende 2024 sind es 17 Kreise mit 30 Gemeinden.
Hauptstadt der Provinz ist die namensgebende Stadt Huambo.
Die Kreise der Provinz Huambo:
- Alto Hama (seit 2024)
- Bailundo
- Bimbe (seit 2024)
- Caála
- Cachiungo
- Chicala Cholohanga
- Chilata (seit 2024)
- Chinjenje
- Cuima (seit 2024)
- Ekunha
- Galanga (seit 2024)
- Huambo
- Londuimbali
- Longonjo
- Mungo
- Sambo (seit 2024)
- Ucuma

## Gouverneure und Gouverneurinnen
Die Provinz wurde ab dem 12. September 2018 zum ersten Mal von einer Frau regiert, Gouverneurin wurde Joana Lina Ramos Baptista. Sie war 1991–1997 Staatssekretärin für die Frauenförderung und 1997–1998 Familien- und Frauenministerin. Außerdem war sie Leiterin des angolanischen Fußballverbandes. Seit dem 15. Juli 2024 ist Alfredo Pereira Gouverneur der Provinz.
Chronologische Liste seit der Unabhängigkeit 1975:
- 1976–1977: Agostinho Ndjaka (zunächst mit dem Titel Kommissar, Comissário)
- 1978–1979: Pedro Maria Tonha Pedale
- 1979–1982: Santana André Pitra Petrof
- 1982–1984: João Ernesto dos Santos Liberdade
- 1984: Marques Monocapui Wassovava
- 1984–1986: Marcolino José Carlos Moco
- 1986–1991: Osvaldo de Jesus Serra Van-Dúnen
- 1991–1922: Graciano Mande
- 1995–1997: Baltazar Manuel
- 1997–2008: António Paulo Kassoma
- 2009–2010: Albino Malungo
- 2010–2014: Fernando Faustino Muteka
- 2014–2016: Kundi Paihama
- 2016–2018: João Baptista Kussumua
- 2018–2020: Joana Lina
- 2020–2024: Lotti Nolika
- seit 2024: Alfredo Pereira

## Bevölkerung
Die Provinz hatte beim Zensus 2014 ca. 2 Mio. Einwohner (15 % der Bevölkerung von Angola), wovon etwa 55 % in den Städten leben, die meisten davon in der Hauptstadt. Die Schätzung für 2019 beträgt 2,39 Mio. Einwohner. Große Bevölkerungsströme in ländliche Gebiete und Defizite bei der Verwaltung machen eine Populationsbestimmung schwierig. Der Zensus 2014 ergab, dass 52 % der Einwohner der Provinz 0–14 Jahre alt sind.
Fast alle Einwohner der Provinz gehören der Ethnie der Ovimbundu an.

## Wirtschaft
Bisher stellt die Landwirtschaft den bedeutendsten Wirtschaftszweig dar. Insbesondere China plant in Huambo größere Investitionen in diesem Sektor. Es soll in großem Umfang Reis angebaut werden.
Die Entdeckung riesiger Vorkommen mineralischer Rohstoffe im April 2019 von rund 23 Milliarden Tonnen mit Gehalten an Seltenerdmetallen im Kreis Longonjo, könnte der Provinz einen größeren wirtschaftlichen Aufschwung verschaffen. Der Abbau von Gesteinsstrukturen mit bergbaulich lohnenswerten Gehalten der Metalle Neodym und Praseodym soll 2020 durch die angolanische Gesellschaft Ferrangol-EP und das australische Unternehmen Pensana Metals beginnen.